# 1951 في المغرب
تحتوي هذه المقالة على أهم الأحداث التي شهدتها المغرب في 1951، إضافة إلى أهم الشخصيات المغربية المولودة والمتوفية في هذه السنة.

## الحكم
- السلطان: محمد الخامس
- الحكم للإدارة الفرنسية في المغرب الحماية الفرنسية على المغرب 1912 - 1956.

- منطقة شمال المغرب وقتها كانت تحت حكم إسبانيا.
- المغرب الحالي وقتها كان سلطنة وليس مملكةـ كان يحكمها سلطان وليس ملك. وكان البلد يُسمى بلاد مراكش وليس المغرب.

## الأحـداث
- 26 يناير 1951 - الجنرال جوان يوجه إنذارا للسلطان محمد الخامس يدعوه فيه إلى التبرؤ من حزب الاستقلال علنا أو التنازل على العرش وإلا «فإنه سيخلع عنوة».
- 1 مايو 1951 - لأول مرة احتفل المغاربة بعيد الشغل في السلطنة المغربية، غير ان التظاهرات التي نظمتها النقابات المغربية السرية، في الدار البيضاء، سرعان ماقمعتها بقوة سلطات الإقامة العامة.[1]
- شتنبر 1951 - الجنرال جوان يغادر المغرب ويعوضه الجنرال أوكستان كيوم في منصب المقيم العام.

## كـتب
- كتاب: سليل الثقلين/ المؤلف: التهامي الوزاني.

## أفـلام
- في عام 1951، قام الممثل حمادي عمور بتأسيس فرقة "المنار" المسرحية بمدينة الدار البيضاء.

## مواليد
- مصطفى نجاري، دراج مغربي، شارك في أولمبياد.
- عموري مبارك، مغني مغربي من كبار الفنانين تمازيغت.
- محمد الأشعري، وزير وكاتب روائي مغربي.
- المهدي قطبي، رسّام مغربي.
- محمد بلخياط، موسيقار ملحن مغربي.
- عمر هلال، دبلوماسي سفير مغربي.
- فاطمة هراندي، ممثلة مغربية.
- يونس ميكري، ممتل ومغني مغربي.
- عبد الرحمن بوطيب. أديب مغربي.
- إبراهيم خاي، ممتل مغربي.
- نعيمة إلياس، ممتلة مغربية ومسرحية.
- محمد إسماعيل، مخرج مغربي.
- محمد بوطالب، وزير ومهندس جيولوجي مغربي.
- عبد اللطيف زروال معارض سياسي مغربي، قُتل في درب مولاي شريف في الدار البيضاء. هو معلم فلسفة وعضو في الحركة الوطنية والمنظمة المغربية «إلى الأمام».

## وفـيات
- 16 أبريل 1951 - الحسين السلاوي، مغني وملحن مغربي.

## وصلات خارجية
- صور فيديو من المغرب عام 1951

## الـمراجع
1. ↑  حدث-في-مثل-هذا-اليوم-1-أبريل-1951،-عيد-الشغل المغربي/ نسخة محفوظة 2024-07-16 على موقع واي باك مشين.